# 利戈爾內托

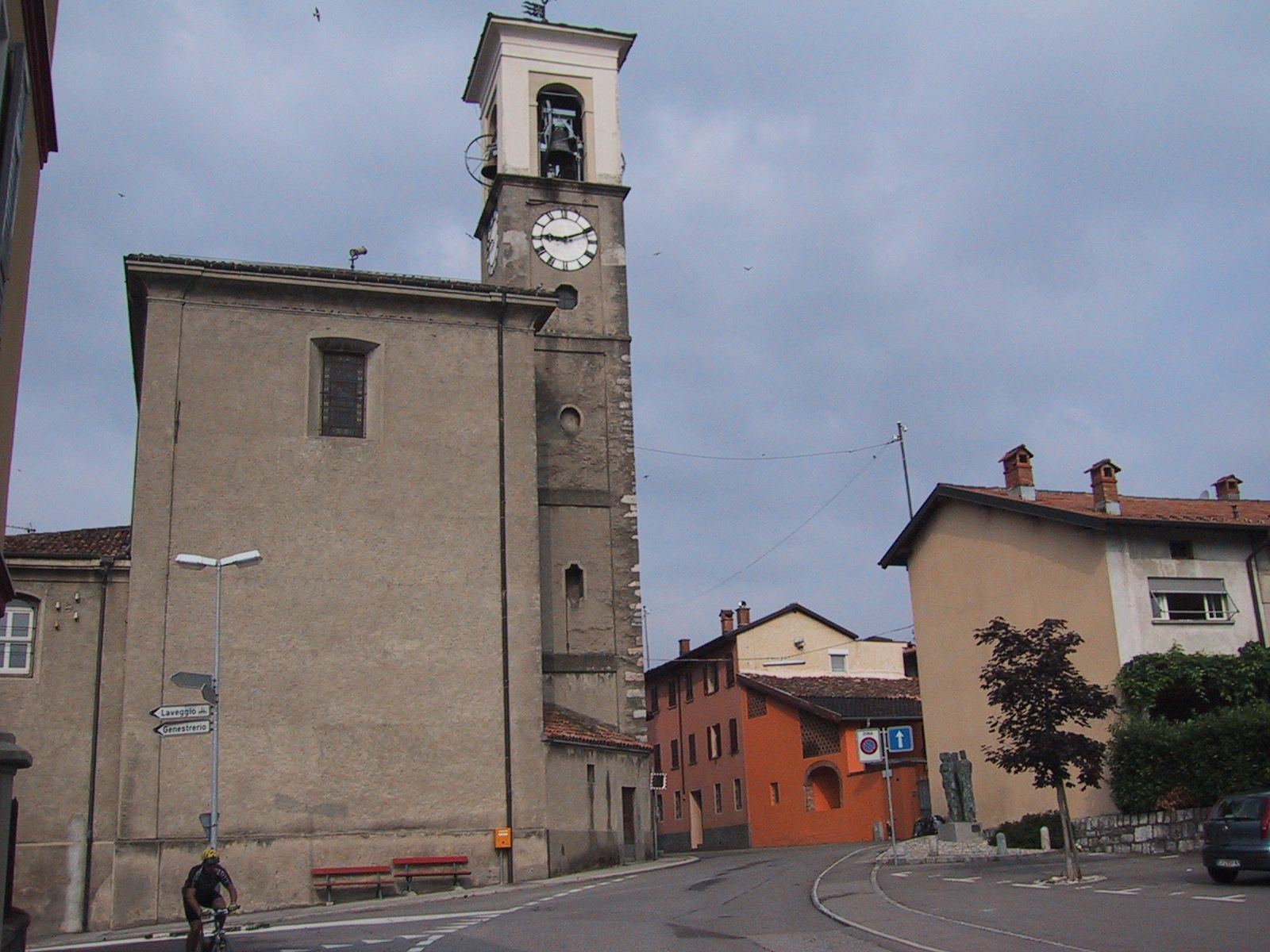

利戈爾內托是瑞士的城鎮，位於該國南部，由提契諾州負責管轄，面積1,716平方公里，海拔高度362米，八成人口信奉羅馬天主教，2011年人口1,716，人口密度每平方公里850人。

## 外部連結
- The Museo Vincenzo Vela